# Semiothisa subcinerea
Semiothisa subcinerea là một loài bướm đêm trong họ Geometridae.